# Дерен-Айєрли Осман Абдул Гані
Осман Абдул Гані Дерен-Айєрлі (крим. Osman Abdulğani Deren-Ayırlı, Осман Абдулгъани Дерен-Айырлы; 1898, Терен Айир — 1949) — Голова Ради народних комісарів Кримської АРСР (1924—1926).

## Життєпис
Народився в 1898 році в селі Терен Айир Сімферопольського повіту Таврійської губернії.
У деяких джерелах вказується Дерен Айир, що пов'язано з тим, що в південнобережному діалекті кримськотатарської мови замість початкових к- та т- використовуються г-і д-. Афікс -ли в його прізвищі є афіксом словотвору прикметника, таким чином Дерен-Айєрли — Терен-Айирський (див. аналогічно Гаспирали — Гаспринський, родом із Гаспри).

### Участь у Громадянській війні
Член РКП(б) з 1918 року.
Партизанське прізвисько — Ібраїм Ефенді.
У 1920 році, під час правління П. Н. Врангеля, брав участь у «червоно-зеленому» русі, керуючи 5-м Татарським полком Кримської повстанської армії, діючи в Алуштинському і Судацькому районах.
Взяв активну участь у перекиданні І. Д. Папаніна з Криму до Харкова. Провіз Папаніна в мішку з борошном повз кордони білогвардійців, потім через контрабандистів організував його транспортування до Туреччини.
Після заняття Криму у листопаді 1920 року Червоною армією — член «трійки» разом із Розалією Землячкою і Белою Куном.

### Після Громадянської війни
У листопаді 1920 року у Криму остаточно встановлюється радянська влада. Дерен-Айєрли входить до складу кримвревкому разом із Фірдевсом і Меметовим.
Осман Дерен-Айєрли стає секретарем Татарського бюро обласного комітету партії. Разом з Кримським обласним комітетом РКП(б) на чолі з Акуловим виступав за створення автономної області в Криму на противагу позиції Фірдевса та Меметова, які були за створення автономної республіки.
У березні 1921 року був присутній на I Всекримській татарській безпартійній конференції. Після «Інтернаціоналу» учасники заспівали «Ант еткенмен» авторства Н. Челебіджіхана, більшість комуністів покинули зал, Дерен-Айєрли залишився. Під час конференції вирішено створити сільськогосподарське товариство «Ширкет» («Товариство»), в ревізійну комісію увійшли О. Дерен-Айєрли, М. Недім і А. Озенбашли.
У новоствореній Кримській АРСР продовжив працювати у Татбюро.
2 травня 1922 року головує на II Всекримській татарській безпартійній конференції. Окрім нього серед представників кримської влади були Голова ЦВК Ю. П. Гавен, Перший секретар ОК ВКП(б) А. І. Ізраїлович, Верховний прокурор І. К. Фірдевс, Голова Надзвичайної трійки по боротьбі з бандитизмом В. Ібраїмов, С. М. Меметов та інші. Також були присутні Б. Чобан-заде, А. Озенбашли. Основне обговорення торкнулося розвитку села, боротьби з голодом, розвитку охорони здоров'я, рееміграції кримських татар, їх участі в радянському будівництві.
У 1922 році Дерен-Айєрли стає редактором газет «Яш къувет» («Молода сила»), «Янъы Дюнья» («Новий світ») і «Догъру Ёл» («Вірний шлях»).
Працюючи в Татбюро і публікуючи свої статті в газетах, Осман Дерен-Айєрли робить акцент на національному розвитку республіки, пропонуючи співвітчизникам брати в свої руки управління економікою, виробництвом. За це його було виключено С.-Г. Саїд-Галієвим з обкому партії. Також відсторонено від роботи в газеті «Енъи дюнья»..
Працює головою Ялтинського виконкому.
1924 рік стає успішним для кримськотатарських лідерів. Їх програма знаходить підтримку у ЦК, їх призначають у керівництво Кримської АРСР. У травні 1924 року Осман Дерен-Айєрли стає головою Ради народних комісарів. На посаду Голови ЦВК призначається Велі Ібраїмов, Решид Ногаєв стає наркомюстом, Усеїн Балич — наркомом освіти, Амет Озенбашли — наркомом фінансів, Халіль Чапчакчи — Наркомздоров'я і членом ЦВК. А. Е. Памукчі призначений голавою Кримпредставництва у Москві.
На посаді керівника уряду Дерен-Айєрли продовжує розпочату національну політику. Відкриваються курси при Наркомфіні, Наркомюсті, Наркомпочтелі, КримЦВКу з підготовки викладачів і секретарів сільрад. У 1925—1926 роках проводяться науково-дослідні експедиції з вивчення кримськотатарської культури спільно з Науковою Асоціацією сходознавства при ЦВК СРСР. Раднарком РРФСР у 1925 році виділяє кошти на наукові експедиції для етнографічного дослідження степових татар півострова, для археологічного дослідження Солхата.
Успішно розвивається кооперація. Створене товариство «Ширкет» експортує фрукти й овочі. Збільшується бюджет республіки. Так, бюджет 1924—1925 років збирає 10992 тис. рублів, бюджет 1925—1926 років — 15813 тис. рублів.
Однак Дерен-Айєрли знову піддається критиці за ухилянство, ставлячи національні інтереси над класовими.
22 лютого 1926 року разом із М. Х. Султан-Галієвим і В. Ібраїмовим був записаний на прийом до І. Сталіна, проте той їх не прийняв.
А вже за місяць «за випинання національних інтересів над класовими» 21 березня 1926 його знято з посади. Переведений до Татарської АРСР, де недовго працює, до 1927 року.
З 1927 по 1929 роки відвідує Курси марксизму при Комуністичній академії імені Я. М. Свердлова.
У 1929 році працює на заводі «Червона Етна» у Нижньому Новгороді.

### Виключення з партії та кримінальне переслідування

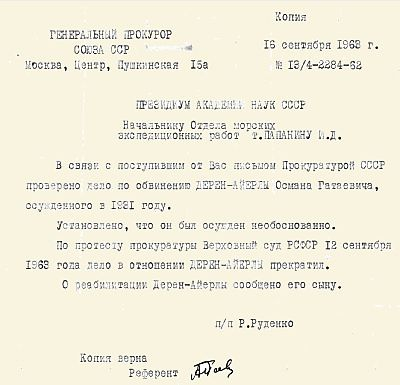
Відповідь Генерального прокурора Р. А. Руденка на запит І. Д. Папаніна про реабілітацію О. Дерен-Айєрли, 1963 рік.

2-3 серпня 1929 року ЦК ВКП(б) заявив про неприпустимість залишити І. Фірдевса, К. Мухтарова, Р. Сабірова, Мансурова, А. Єнбаєва, О. Дерен-Айєрли на радянських постах, виключивши їх із партії.
23 серпня 1929 року відбувається виключення з партії і арешт Дерен-Айєрли.
Його відправляють на заслання на Соловецькі острови. У листопаді-грудні 1929 року, перед переведенням у Соловецький табір, перебував у Кемському пересильно-розподільчому пункті в одній камері з І. К. Фірдевсом і М. Х. Султан-Галієвим. У розмові він засуджує їхнє минуле, товариші не погоджуються з ним.
28 липня 1930 року засуджений до смертної кари, яку 8 січня 1931 року замінюють десятирічною каторгою.
У таборі І. К. Фірдевс, М. Х. Султан-Галієв і О. А. Дерен-Айєрли продовжували спілкуватися і прийняли рішення, визнавши свої політичні помилки, відіслати заяву до ЦК. У результаті М. Х. Султан-Галієва було звільнено в 1934 році, О. А. Дерен-Айєрли — у 1935 році.
Однак політичне переслідування продовжилося. Цього разу 17 жовтня 1937 року заарештовано його молодшу сестру Сафіє Дерен-Айєрли за звинуваченням у пропаганді буржуазного націоналізму, проте звільнено 28 лютого 1938 року за недоведеністю обвинувачення.
Осман Абдул Гані Дерен-Айєрли помер від туберкульозу у 1949 році.
І. Д. Папанін, перебуваючи на посаді начальника Відділу морських експедиційних робіт у Президії АН СРСР, у вересні 1962 року направив запит до Генпрокуратури СРСР з проханням розглянути питання про реабілітацію свого рятівника Османа Дерен-Айєрли.
За рік, 12 вересня 1963 року, по протесту прокуратури до Верховного суду СРСР, справу було припинено, О. А. Дерен-Айєрли реабілітований посмертно.
29 травня 1990 року його було реабілітовано і в партійному відношенні.